# 克洛弗博特姆 (密蘇里州)
克洛弗博特姆（英語：Clover Bottom）是位於美國密蘇里州富蘭克林縣的非建制地區。

## 歷史
克洛弗博特姆的郵局於1869年設立，其後於1920年代停運。

## 地理
克洛弗博特姆所處的海拔為高於海平面210米（即689英呎），而該地所採用的時區為UTC-6，即北美中部時區（CST）。同時該地設有夏令時間，為UTC-6調快一小時，即UTC-5（CDT）。